# نظرية ماركس في الطبيعة البشرية
يفترض بعض الماركسيين وجود ما يعتبرونه نظرية ماركس في الطبيعة البشرية، ويمنحونها مكانة هامة في نقد الرأسمالية، في مفهومه للشيوعية، ومفهومه المادي للتاريخ. مع ذلك فإن كارل ماركس لم يستخدم مصطلح «الطبيعة البشرية»، ولكن إلى Gattungswesen، التي ما تترجم عادة إلى «جوهر الأنواع». وفقا لملحوظة كتبها ماركس الشاب في مخطوطات 1844 اشتق المصطلح من فلسفة لودفيغ فويرباخ، الذي يشير إلى طبيعة الإنسان والإنسانية ككل.
ومع ذلك، في الأطروحة السادسة حول فيورباخ (1845)، ينتقد ماركس المفهوم التقليدي «للطبيعة البشرية» بكونها «نوعا» يجسد نفسه في كل فرد، محاججا بدلا من ذلك أن مفهوم الطبيعة البشرية يتكون من مشمل «العلاقات الاجتماعية». وهكذا فإن الطبيعة البشرية ككل لا تفهم، كما في الفلسفة المثالية الكلاسيكية، على أنها ثابتة وكونية: يحدد جوهر الأنواع دوما في شكل اجتماعي وتاريخي معين مع وجود بعض الجوانب البيولوجية.

## الأطروحة السادسة حول فويرباخ وتحديد طبيعة الإنسان من خلال العلاقات الاجتماعية
الأطروحة السادسة من كتاب أطروحات حول فيورباخ، الذي كتب في عام 1845، توفر نقاشا مبكرا بقلم ماركس حول مفهوم الطبيعة البشرية. وتقول:
| «                                 | إن فورباخ يُذيب الجوهر الديني في الجوهر الإنساني [menschliches Wesen]. ولكن الجوهر الإنساني ليس تجريدا ملازما للفرد المنعزل. فهو في حقيقته مجموع العلاقات الاجتماعية كافة. إن فورباخ الذي لا ينتقد هذا الجوهر الحقيقي مضطر إذن إلى: 1. أن يتجرد عن سير التاريخ وأن يعتبر الشعور الديني (gernut) في ذاته، مفترضا وجود فرد إنساني مجرد منعزل؛ 2. أن يعتبر ، بالتالي ، الجوهر الإنساني فقط بوصفه «نوعا»، تعميما داخليا أخرس، يربط كثرة من الأفراد بعرى طبيعية بحتة. | » |
| — كارل ماركس, أطروحات حول فويرباخ | |   |

من هنا يبدو أن ماركس يقول أن الطبيعة البشرية ليست أكثر مما تنتجه «العلاقات الاجتماعية». في كتاب نورمان جيراس ماركس والطبيعة البشرية، مع ذلك، يقدم حجة ضد هذا الموقف. باختصار بحسب جيراس في حين أن العلاقات الاجتماعية هي التي تحدد طبيعة الناس، فهي ليست العامل الوحيد الذي تحددها. بيد أن لماركس تصريحات يشير فيها إلى طبيعة بشرية هي أكثر مما تمليه ظروف حياة الفرد. في رأس المال، في حاشية تنتقد النفعية، يقول «أن النفعيون يجب أن يتعاملوا مع الطبيعة البشرية بشكل عام، ومن ثم مع الطبيعة البشرية كما عدلت في كل حقبة تاريخية». يحاجج ماركس ضد المفهوم المجرد للطبيعة البشرية، طارحا بدلا منه طبيعة متصلة بالحياة المحسوسة. في حين أنه يقول صراحة «حين يعبر الأفراد حياتهم، كذلك هم. ومن هنا، ماهية الأفراد تعتمد على الظروف المادية لإنتاجهم»، ويعتقد أيضا أن الطبيعة البشرية سوف تكيّف (على خلفية القوى المنتجة وعلاقات الإنتاج) طريقة الأفراد في التعبير عن حياتهم. ينطوي التاريخ على «تحول مستمر في الطبيعة البشرية»، رغم أن ذلك لا يعني أن كل جانب من جوانب الطبيعة البشرية قابل للتغيير كليا؛ تحول أمر ما لا يعني بالضرورة أنه تحول كليا.
لقد انتقد ماركس الميل إلى «تحويل الأشكال الاجتماعية النابعة من الوضع الحالي لنمط الإنتاح من إنتاج ونمط الملكية إلى قوانين طبيعية عقلانية سرمدية»، وهي عملية تسمى أحيانا «تشيؤ». ولهذا السبب فمن المرجح أنه أراد أن ينتقد بعض الجوانب من بعض التوصيفات للطبيعة البشرية. يعتقد البعض، مثلا، أن البشر بطبيعتهم أنانيون - كانط وهوبز، على سبيل المثال. (كل من هوبز وكانط اعتقدا بضرورة تقييد طبيعتنا البشرية من أجل تحقيق مجتمع صالح - كانط اعتقد بوجوب استخدام العقلانية، بينما هوبز ظن بوجوب استخدام قوة الدولة - ماركس، كما سنرى، يعتقد أن المجتمع الصالح هو الذي يسمح لطبيعتنا البشرية بالتعبير الكامل عن نفسها.) يرى معظم الماركسيين أن هذا الرأي وهم أيديولوجي الوهم ومن تأثير تقديس السلعة: تصرف الناس بأنانية يفسر أنه ناتج عن الندرة والرأسمالية وليس ميزة بشرية الإنسان راسخة. لتأكيد هذا الرأي، يمكننا أن نرى كيف يحاجج ماركس في كتاب العائلة المقدسة أن دوافع الرأسماليين ليست شراسة جوهرية، بل الدافع نحو الحد الأدنى من «سيماء الوجود الإنساني». (يقول ماركس يقول «سيماء» لأنه يعتقد أن الرأسماليين مغتربون عن طبيعتهم البشرية في ظل الرأسمالية مثل البروليتاريا، على الرغم من تلبية أفضل لاحتياجاتهم الأساسية.)

## الاحتياجات والدوافع
في مخطوطات 1844 كتب ماركس الشاب:
فالإنسان هو مباشرة كائن طبيعي. وهو ككائن طبيعي، وككائن طبيعي حي، مزودة من ناحية بالقوى الطبيعية للحياة – إنه كائن طبيعي نشط. وتوجد هذه القوى فيه كاتجاهات وقدرات – كدوافع. ومن ناحية أخرى فإنه ككائن موضوعي طبيعي جسدي حسي هو مخلوق محدود مشروط يعاين كالحيوانات والنباتات، وبعبارة أخرى فإن موضوعات دوافعه توجد خارجه، كموضوعات مستقلة عنه، غير أن هذه الموضوعات هي موضوعات لاحتياجاته – موضوعات أساسية لا غنى عنها لتجلي قواه الجوهرية وتأكدها.
في جرندريسه يقول ماركس أن طبيعته هي«مجمل احتياجاته ودوافعه». في الأيديولوجية الألمانية فإنه يستخدم صياغة: «احتياجاتهم، وبالتالي طبيعتهم». يمكننا أن نرى إذن أنه من كتابات ماركس المبكرة وحتى مؤلفاته اللاحقة انه يرى أن الطبيعة البشرية تتألف من «ميول»، «دوافع»، «قوى جوهرية» «وغرائز» للعمل من أجل تلبية «احتياجات» مواضيع خارجية. بالنسبة لماركس فإن تفسير طبيعة الإنسان هو تفسير احتياجات البشر، مع التأكيد على أنهم سوف يعملون على تلبية تلك الاحتياجات. (راجع الفلسفة الألمانية، الفصل الثالث.) يعطي نورمان جيراس جردا لبعض الاحتياجات التي يقول ماركس أنها من سمات البشر:
...من أجل غيرهم من البشر، من أجل العلاقات الجنسية، من أجل الطعام والماء والملبس والمأوى، الراحة، وبشكل أعم، من أجل ظروف التي تؤدي إلى الصحة بدلا من المرض. هناك أمر إضافي... حاجة الناس لسعة وتنوع سعيهم وبالتالي تنميتهم الشخصية، كما عبر ماركس نفسه عن هذه "النشاط الشامل"، "التنمية الشاملة للأفراد"، "التنمية الحرة للأفراد"، "وسائل تنمية مواهب [الفرد] في جميع الاتجاهات'.  
يقول ماركس "وصحيح أن الأكل والشرب والتكاثر إلخ. هي كذلك وظائف إنسانية حقة، ولكنها في التجريد الذي يفصلها عن مجال كل نشاط إنساني آخر ويحولها إلى أهداف وحيدة ونهائية، تكون حيوانية." 

## النشاط الإنتاجي، غايات البشر وتحقيقها

### البشر كمنتجون أحرار ذوي غايات
في عدة فقرات في مؤلفاته، يبين ماركس كيفية اختلاف البشر بشكل جوهري عن الحيوانات الأخرى بحسب رأيه. "ويمكن تمميز البشر من الحيوانات بالوعي، والدين، وكل ما يحلو لنا. وإنهم ليبدأون هم أنفسهم بتمييز أنفسهم من الحيوانات حالما يباشرون إنتاج وسائط وجودهم، وهي خطوة إلى الأمام مشروطة يتنظيمهم الجسدي." في هذه الفقرة من الأيديولوجية الألمانية يلمح ماركس إلى فارق واحد: أن البشر ينتجون بيئاتهم المادية. ولكن ألا تنتج بعض الحيوانات الأخرى جوانب من البيئة المحيطة بهم؟ في العام السابق، كان ماركس قد اعترف بذلك بالفعل:
صحيح أن الحيوانات أيضًا تنتج، فهي تيني لنفسها أعشاشًا ومساكن مثل النحل والقندس والنمل الخ.... لكن الحيوان لا ينتج إلا ما يحتاجه مباشرة لنفسه أو لصغاره، إنه ينتج إنتاجًا أحادي الجانب في حين ينتج الإنسان إنتاجًا كليًا، أنه لا ينتج إلا تحت ضغط الحاجة الجسدية المباشرة في حين ينتج الإنسان حتى حين يكون متحررًا من الحاجة الجسدية، ولا ينتج حقًا إلا متحررًا منها. والحيوان لا ينتج إلا نفسه في حين يعيد الإنسان إنتاج الطبيعة بأسرها. وينتمي ناتج الحيوان مباشرة لجسمه المادي، في حين أن الإنسان يواجه ناتجه بحرية، والحيوان يشكل الأشياء وفقًَا لمعيار واحتياج النوع الذي ينتمي إليه، في حين يعرف الإنسان كيف ينتج وفقًا لمعايير كل نوع، ويعرف كيف يطبق في كل مكان على الموضوع، المعيار الكامن فيه. ومن هنا فإن الإنسان يشكل الأشياء كذلك وفقًا لقوانين الجمال.
في نفس المؤلف، كتب ماركس:
ويتطابق الحيوان بشكل مباشر مع نشاط حياته، وهو لا يميز نفسه عنه، إنه نشاط حياته. والإنسان يجعل نشاط حياته ذاته موضوع إرادته ووعيه. أن لديه نشاط حياة واعيًا، وهو ليس تحديدًا يندمج فيه بشكل مباشر، فنشاط الحياة الواعي يميز الإنسان بشكل مباشر عن نشاط حياة الحيوان، وهو لهذا السبب بالتحديد يعد كائنًا نوعيًا، أو هو ليس كائنًا واعيًا – أي أن حياته ذاته موضوع له – إلا لأنه كائن نوعي. ولهذا السبب وحده فإن نشاطه حر، لكن العمل المغترب يقلب هذه العلاقة بحيث أن الإنسان – ولأنه كائن واع – يجعل نشاط حياته، وجوده الأساسي، مجرد وسيلة للوجود.
ويكتب أيضا في القسم عن العمل المغترب:
فالإنسان كائن نوعي (Species being)، ولا يرجع هذا فحسب إلى أنه يتخذ النوع – في الممارسة وفي النظرية – موضوعًا له (نوعه فضلاً عن نوع الأشياء الأخرى) وإنما هو يرجع كذلك – وليس هذا سوى أسلوب آخر للتعبير – إلى أنه يعامل نفسه باعتباره النوع الحي الفعلي، يعامل نفسه ككائن كل وبالتالي حر.
بعد ذلك بأكثر من عشرين عاما، في رأس المال، حيث تأمل نفس الموضوع:
إن العنكبوت يقوم بعمليات تشبه عمليات النسّاج، والنحلة، في بناء خلاياها، تبزّ الكثير من المهندسين المعماريين. غير أن ما يميز أسوأ معمارين عن أبرع نحلة، هو أنه يقيم البنيان في خياله قبل أن يبنيه من الشمع. ففي ختام كل عملية عمل، نحصل على نتيجة كانت موجودة، سلفا، في مخيلة العامل عند بدء العملية، أي مثاليا. إنه لا يُحدث التغيير شكل مادة الطبيعة فحسب، بل ويحقق في هذه المادة الطبيعية غايته الواعية التي تفرض عليه أسلوب وطريقة أفعاله كقانون ينبغي أن تخضع له مشيئته. وهذا الخضوع ليس محض فعل منفرد.
من هذه الفقرات يمكننا ملاحظة شيئا من معتقدات ماركس عن البشر. أن ميزتهم أنهم ينتجون بيئاتهم، وأنهم يقومون بذلك حتى بانعدام "ضغط الحاجة الجسدية" - حقا، فإنهم سوف ينتجون "الطبيعة بأسرها"، وحتى أنهم قد خلق "وفقا لقوانين الجمال". ربما الأهم من ذلك، أن إبداعهم وإنتاجهم هادف وموجه. البشر، عندها يضعون الخطط لنشاطهم المستقبلي ومحاولتهم ممارستهم الإنتاج (حتى الحياة) وفقا لها. الأهم من ذلك، وأكثرها غموضا، يقول ماركس أن البشر يجعل كل من "نشاط حياتهم" و"نوعهم " موضوع" إرادتهم. إنهم مرتبطون بنشاط حياتهم، وليسوا متطابقين معه تماما. يمكن مقارنة تعريف ميشيل فوكو biopolitics بأنها حين "يبدأ الإنسان باعتبار نفسه موضوع إسهاب واع" بتعرف ماركس المذكور هنا.

### الحياة والأنواع كما الكائنات من البشر
القول أن أ هو موضوع للذات ب، يعني أن ب (الذي هو وكيل) يتصرف وفقا ل أ في بعض النواحي. ولذا إذ «حطمت البروليتاريا الدولة» فإن «الدولة» إذن موضوع البروليتاريا (الذات) فيما يتعلق بالتحطيم. وهو مشابه للقول بأن أ هو غرض ب، رغم أن أ قد يكون مجال اهتمام شامل وليس غاية محددة. في هذا السياق، ما معنى القول أن البشر يجعل «نوعهم» و«حياتهم» «موضوعا»؟ من الجدير الذكر أن ماركس استخدام لكلمة «موضوع» قد يعني أن تلك أشياء قد ينتجها أو يصنعوها، كما قد ينتجون موضوعا ماديا. إذا كان هذا الاستدلال صحيحا، فإن أقوال ماركس حول الإنتاج البشري أعلاه تنطبق أيضا على إنتاج الإنسان للحياة البشرية. وفي نفس الوقت، «كما يعبر الأفراد عن حياتهم كذلك يكونون بالضبط، بحيث تتطابق ماهيتهم مع إنتاجهم، سواء مع ما ينتجونه أم مع الطريقة التي ينتجونه بها. فماهية الأفراد تتوقف إذن على شروط إنتاجهم المادية. الإيديولوجية الألمانية. ترجمة فؤاد أيوب. دار دمشق ص25»
إن جعل حياة المرء موضوع المرء يعني إذن التعامل مع حياة المرء كأنها تحت سيطرته. وضع خطط المستقبل والحاضر في مخيلة المرء، وأن يكون له مصلحة في القدرة على تحقيق تلك الخطط. المقدرة على عيش حياة من هذا النوع هي تحقيق «الفعالية الذاتية» (تحقيق الذات) الذي يعتقد ماركس أن إمكانية تحقيقه تكون فقط بعد حلول الشيوعية محل الرأسمالية. «ولا تتطابق الفعالية الذاتية مع الحياة المادية إلا في هذه المرحلة التي تقابل تطور الأفراد إلى أفراد كاملين وطرح كل طابع فرضيته الطبيعة في الأصل. ويقابل هذه المرحلة تحول العمل إلى فعالية ذاتية وتحول التعامل المشروط حتى ذلك الحين إلى تعامل الأفراد من حيث هم أفراد. أيديولوجية ألمانية ص84»
تحويل نوع الفرد إلى موضوعه هي عملية أكثر تعقيدا (راجع Allen Wood 2004, pp. 16–21). من ناحية ما، فهي تؤكد الطابع الاجتماعي الجوهري للبشر، وحاجتهم للعيش في مجتمع مكون من نوعهم. من ناحية أخرى، يبدو أنها تؤكد محاولتنا لجعل حيواتنا تعبيرا لجوهر-نوعنا؛ كذلك أن لدينا غايات بشأن ما سيحصل لنوعنا بشكل عام. الفكرة تعنى بأمور متشابهة مع ملقولة «جعل حياة الإنسان موضوعه»: إنها تتعلق بالوعي الذاتي، بالفعالية الهادفة، إلخ.

### البشركإنسان خالق?
كثيرا ما يقال أن ماركس تصور أن البشر هومو فابر، مشيرا إلى تعرف بنيامين فرانكلين «للرجل بوصفه حيوانا صانع للأدوات» - أي «الإنسان الخالق»، رغم أنه لم يستخدم المصطلح بنفسه. قد أشرنا أعلاه إلى ادعاء مركزي لماركس بأن البشر يتميزرون بالطريقة التي ينتجون فيها ولذا، بطريقة أو بأخرى، فإن الإنتاج واحد من الأنشطة البشرية الجوهرية. في هذا السياق تجدر الإشارة إلى أن ماركس لا يتحدث دوما عن «العمل» أو «الشغل» بصورة إيجابية. فهو يقول أن الشيوعية «ستتخلص من العمل». وعلاوة على ذلك، 'إذا كان المطلوب هو توجيه ضربة قاصمة إلى الملكية الخاصة، يجب على المرء ألا يهاجمها باعتبارها شأنا ماديا فحسب، ولكن أيضا باعتبارها نشاطا، عملا. إن أحد أعظم الاعتقادات الخاطئة التحدث العمل الاجتماعي الإنساني الحر، عن العمل من دون الملكية الخاصة. «العمل» بطبيعته غير حر، غير إنساني، فعالية لا اجتماعية، تحددها الملكية الخاصة وتخلق الملكية الخاصة. «في الرأسمالية يقتصر دور الرأسمالي على تجسيده لرأس المال، رأس المال بصفته شخصا، مثلما يقتصر دور العامل على تجسيد العمل، الذي يسبب له عذابا، إجهادا.»
ومن المسلم به عموما أن ماركس يرى أن النشاط الإنتاجي فعالية بشرية جوهرية، يمكن أن تكون مجزية عند القيام بها بحرية. ماركس استخدام لعبارة 'العمل' و'الشغل' في القسم أعلاه قد تكون سلبية بشكل لا لبس فيه؛ ولكن هذا لم يكن الحال دائما، وهو أبرز في وكتاباته المبكرة. بيد أن ماركس كان دائما شديد الوضوح بأنه في ظل الرأسمالية، فإن العمل غير إنساني، ومُجرِّد لصفة الإنسانية. «العمل خارجي عن العامل، أي أنه لا ينتمي إلى وجوده الأساسي، وأنه بالتالي لا يؤكد ذاته في العمل وإنما ينكرها، لا يشعر بالارتياح، بل بالتعاسة، لا ينمي بحرية طاقته البدنية والذهنية وإنما يقتل جسده ويدمر ذهنه. مخطوطات1844». في حين في الشيوعية، «من خلال التعبير الفردي عن حياتي قمت بخلق التعبير عن حياتك، وبالتالي من خلال فعاليتي الفردية فإنني أكدت وأدركت طبيعتي الحقيقية، الطبيعة البشرية، طبيعتي الجماعية.»

## الطبيعة البشرية والمادية التاريخية
نظرية ماركس التاريخ تحاول وصف الطريقة التي يغير البشر بيئاتهم (وبعلاقة جدلية) تغيرهم بيئاتهم. أي:
لا تتغير الظروف الموضوعية في فعل إعادة الإنتاج فحسب، مثلا تتحول القرية إلى بلدة، البرية إلى حقل إلخ، ولكن يتغير المنتجون أيضا، إذ أنه تظهر فيهم صفات جديدة، يطورون أنفسهم في الإنتاج، يحولون أنفسهم، يطورون مقدرات وأفكار جديدة، طرق تعامل جديدة، احتياجات جديدة ولغة جديدة. جرندريسة فصل 4/5
بالإضافة يحدد ماركس «المفهوم المادي للتاريخ» مقابل المفهوم «المثالي» للتاريخ؛ مثل مفهوم هيغل، على سبيل المثال. «ومن الطبيعي أن الشرط الأول لكل تاريخ بشري هو وجود كائنات بشرية حية. فأول حقيقة يجب تقريرها هي إذن جبلة هؤلاء الأفراد البدنية والعلاقات التي تخلقها لهم هذه الجبلة مع بقية الطبيعة.ايديولوجية ص25» وهكذا فإن التاريخ لا يفعل أي شيء، فإنه «لا يمتلك ثروة هائلة»، «لا يشن معارك». إن الإنسان، الحقيقي، الإنسان الحي الذي يفعل كل ذلك، هو من يمتلك ومن يحارب؛ ليس «التاريخ» إذن، شخصا منفردا، يستخدم الإنسان وسيلة لتحقيق أهدافه الخاصة؛ ما التاريخ سوى نشاط الإنسان الساعي لتحقيق غاياته'. يمكننا رؤية ذلك حتى قبل البدء في النظر في السمات الدقيقة للطبيعة البشرية، البشر «الحقيقيون، الأحياء» «ونشاط الإنسان الساعي لتحقيق غايته» هي اللبنة التي يبني منها ماركس نظريته في التاريخ. يتصرف البشر في العالم، فيغيرون أنفسهم؛ وفي عملهم ذاك «يصنعون التاريخ». وأبعد من ذلك، تلعب الطبيعة البشرية دورين رئيسيين. أولا، هي جزء من تفسير نمو القوى المنتجة، التي يتصور ماركس أنها القوة المحركة للتاريخ. ثانيا احتياجات البشر وغرائزهم المحدد تفسر العداء الطبقي الذي ينشأ في ظل الرأسمالية.

### الطبيعة البشرية وتوسيع القوى المنتجة
يعتقد العديد من الكتاب أن مفهوم ماركس في الطبيعة البشرية الذي يفسر «أطروحة التنمية» (كوهين ، 1978) بشأن توسع القوى المنتجة، التي وفقا لماركس، هي في حد ذاتها القوة الدافعة الأساسية للتاريخ. إذا كان هذا صحيحا، فمن شأنه أن يجعل رأيه في الطبيعة البشرية أهم جانب من جوانب نظريته. يكتب جيراس، (1983, pp. 107–108، مائل في النص الأصلي) المادية التاريخية نفسها، هذا التوجه المميز للمجتمع الذي يعود أصله إلى ماركس، يعتمد مباشرة على فكرة الطبيعة البشرية. إنها تشدد على صلات محددة للحاجات والقدرات الكونية التي تفسر العملية الإنتاجية البشرية وتحويل الإنسان المنظم للبيئة المادية؛ تلك العملية والتحويل التي تعتبرهما أساس كل من النظام الاجتماعي والتغيير التاريخي«. ج.أ. كوهين (1988, p. 84):» استقلالية النزعة تعني مجرد استقلالها من البنية الاجتماعية، تجذرها في الحقائق المادية الأساسية للطبيعة البشرية والوضع البشري. «ألن وود (2004، ص. 75):» التقدم التاريخي يتكون بشكل أساسي من نمو قدرات الشعب بتشكيل والسيطرة على العالم حولهم. تلك هي الوسيلة الأساسية التي يطورون فيها ويعبرون عن جوهر الإنسان' (انظر أيضا اقتباس من ألين وود أعلاه).
في مقالته إعادة النظر في المادية التاريخية، بالمقابل، يحاجج كوهين بأنه لا يمكن أن تكون الطبيعة البشرية الفرضية التي تبنى عليها معقولية توسع القوى المنتجة.
مفهوم الإنتاج في الأنثروبولوجيا التاريخية ليس متطابقا مع الإنتاج في نظرية التاريخ. وفقا للأنثروبولوجيا يزدهر الناس في تنمية وممارسة قواهم المنوعة، خاصة الإنتاجية - وهي تعني في هذه الحالة الإبداعية - في ظروف الحرية الناتجة عن الوفرة المادية. لكن في الإنتاج الذي يهم نظرية التاريخ، لا ينتج الناس بحرية ولكن لأنهم مجبورون على ذلك، لأن الطبيعة لا توفر احتياجاتهم بغير ذلك؛ وتطور القوة الإنتاجية البشرية في التاريخ (أي الإنسان لكونه إنسانا، لنوعه) تحدث على حساب القدرة الإبداعية للبشر الذين هم أدوات ولضحايا ذلك التطور." (ص166 في كالينيكوس 1989).
ويترتب على ذلك هو أن وبالتالي «يمكننا ... تخيل نوعين من المخلوقات، أحدها جوهره أن ينتج والآخر لا، يمرون بتواريخ شاقة شبيهة بسبب ظروف مناوئة شبيهة. في الحالة الأولى، ولكن ليس في الثانية، سيكون الكدح ممارسة في الاغتراب الذاتي للقوى الأساسية' (ص. 170). ومن ثم 'إن المادية التاريخية والأنثروبولوجيا الفلسفية الماركسية مستقلتان عن بعضهما، رغم اتسقاهما أيضا» (ص. 174 وبخاصة المادتين 10 و11). المشكلة هي كالتالي: يبدو كما لو أن دافع معظم الناس للعمل الذي يقومون به ليس ممارسة القدرات الإبداعية؛ بل على العكس من ذلك، العمل مغترب بحسب تعريفه في النظام الرأسمالي على أساس الراتب، ويقوم به الناس فقط لأنهم مجبرون. يذهبون إلى العمل لا بهدف التعبير عن الطبيعة البشرية بل لتحصيل وسائل العيش. في هذه الحالة، لماذا تنمو القوى المنتجة - هل للطبيعة البشرية علاقة بذلك؟ الجواب على هذا السؤال صعب، وإمعان النظر في الحجج في الأدب ضروري الإجابة الكاملة مما يمكن أن تعطى في هذه المقالة. ومع ذلك، فإنه يجدر الأخذ في الاعتبار أن كوهين كان سابقا ملتزما بصرامة بالرأي أن الطبيعة البشرية (وغيرها من «البنيات الاجتماعية») كانت كافية لتطوير القوى المنتجة - يمكن أن أنها إحدى المركبات الضرورية. ومن الجدير بالنظر إلى أن عام 1988 (انظر الاقتباس أعلاه)، يبدو أنه اعتقد أن المسألة قد حلت.
بعض الاحتياجات أكثر أهمية من غيرها. في الأيديولوجية الألمانية يكتب ماركس يكتب «بيد أن الحياة تشتمل قبل كل شيء على المأكل والمشرب والمسكن والملبس وأشياء عديدة أخرى.أيديو ص37» كل تلك الجوانب الأخرى من الطبيعة البشرية التي يناقشها (مثل 'النشاط الذاتي') تتبع لهذا السبب إعطاء الأولوية إلى تلك الأمور. يوضح ماركس رأيه بأن البشر يطورون احتياجات جديدة يستبدلون فيها الاحتياجات القديمة: «تلبية الحاجات الأولى (عمل التلبية وأداة التلبية التي تم اكتسابها) تدفع إلى حاجات جديدة. أيديو ص38»

## الطبيعة البشرية، فكر ماركس الأخلاقي والاغتراب
يقول جيراس عن عمل ماركس أن: 'عدا كل ما هو عليه، نظرية وتفسيرا اجتماعيا-تاريخيا، ومهما كان علميا، فإن هذا العمل هو لائحة اتهام أخلاقية يستند إلى مفهوم الحاجات البشرية الأساسية، أي بكلمات أخرى، وجهة نظر أخلاقية، فيها رأي حول الطبيعة البشرية" (1983, pp. 83–84).

### الاغتراب
الرئيسية المادة حول هذا الموضوع، انظر نظرية ماركس في الاغتراب
الاغتراب، بحسب ماركس، هو اغتراب البشر من بعض جوانب طبيعتهم البشرية. لأنه - كما رأينا - طبيعة الإنسان تتكون من مجموعة معينة من الدوافع والميول، التي تشكل ممارستها الازدهار، الاغتراب هو ظرف تتقزم فيه هذه الدوافع والميول. يعتقد ماركس أن الاغتراب سوف يكون سمة من سمات كل مجتمع قبل الشيوعية. على العكس من الاغتراب هو 'تحقيق الذات" أو "النشاط الذاتي" التي تسيطر عليها النفس ومن أجلها.[بحاجة لمصدر]

## انتقادات جيرالد كوهين
أحد أهم الانتقادات 'للأنثروبولوجيا الفلسفية' لدى ماركس (أي تصوره للبشر) يطرحها جيرالد كوهين قائد الماركسية التحليلية، في إعادة النظر في المادية التاريخية (ed. كالينيكوس، 1989). يدعي كوهين أن: «الأنثروبولوجيا الفلسفية الماركسية أحادية التوجه. مفهومها للطبيعة البشرية ومصلحة الإنسان تتغاضى على الحاجة إلى الهوية الذاتية التي هي أكثر الأمور إنسانية.' (راجع ص. 173 سيما المواد 6 و7). ونتيجة لهذا فهو يرى أن 'ماركس وأتباعه قللوا من أهمية ظواهر مثل الدين والقومية التي تلبي الحاجة إلى الهوية الذاتية. (القسم 8.)' (p. 173). كوهين يصف ما يراه أصول إهمال ماركس المزعوم: 'تأكيده الفويرباخي اللاهيغلي للموضوعية الجذرية للمادة، يركز ماركس على علاقة الذات بالموضوع الذي ليس ذاتا بأي حال من الأحوال، ومع مرور الزمن، أصبح يهمل علاقة الذات بنفسها، وهذا الجانب من علاقة الموضوع بالآخرين وهو شكل متواسط (أي غير مباشر) من أشكال العلاقة بالنفس.» (ص. 155).
يعتقد كوهين أن الناس مدفوعة، عادة، ليس بخلق هويات، ولكن بالحفاظ على تلك التي يملكوها، على سبيل المثال، 'القومية، أو العرق، أو الدين، أو شريحة أو تركيبة منها' (ص. 156 إلى 159). لا يدعي كوهين أن «ماركس أنكر وجود حاجة إلى تعريف الذات، ولكن بدلا من ذلك يدعي ] أنه لم يمنح التركيز المناسب للحقيقة' (ص. 155). ولا يقول كوهين أن هذا النوع من الفهم الذاتي التي يمكن العثور عليها من خلال الدين الخ دقيق (ص. 158). عن القومية يقول،»[قد] تأخذ التعريفات أشكالا حميدة، غير مؤذية، أو أشكال خبيثة كارثية«(ص. 157) ولا يؤمن» أن الدولة هي وسيلة جيدة من أجل تجسيد القومية' (ص. 164).

## Footnotes
1. ↑  كارل ماركس (1845). "موضوعات حول فويرباخ". أرشيف الماركسيين العرب. مؤرشف من الأصل في 2016-04-05. اطلع عليه بتاريخ 2017-05-02.
2. ↑  راجع الفصل الثاني بشكل خاص
3. 1 2 3  كارل ماركس. مخطوطات عام 1844 الاقتصادية والفلسفية. ترجمة: محمد مستجير مصطفى.
4. ↑  Norman Geras, quoting Marx in his Marx and Human Nature (1983, p. 72)
5. ↑  First chapter of the 1844 Manuscripts
6. ↑  كارل ماركس؛ فريدريك إنجلز. الأيديولجية الألمانية. مصادر الاشتراكية العلمية. ترجمة: فؤاد أيوب. دمشق: دار دمشق. ص. 25.
7. ↑  ماركس، كارل (2013) [1867]. رأس المال، نقد الاقتصاد السياسي. ترجمة: د. فالح عبد الجبار (ط. الأولى). بيروت، لبنان: دار الفارابي. ج. المجلد الأول. ص. 233. ISBN:978-9953-71-940-5. {{استشهاد بكتاب}}: الوسيط |تاريخ الوصول بحاجة لـ |مسار= (مساعدة)